# Tolikara
Tolikara ist ein indonesischer Regierungsbezirk (Kabupaten) in der indonesischen Provinz Papua Pegunungan auf der Insel Neuguinea. Stand 2020 leben hier circa 250.000 Menschen. Der Regierungssitz des Kabupaten Tolikara ist die Karubaga.

## Geographie
Tolikara liegt im Norden der Provinz Papua Pegunungan. Im Norden grenzt es an den Regierungsbezirk Mamberamo Raya (Provinz Papua), im Osten an Mamberamo Tengah, im Süden an Jayawijaya und Lanny Jaya und im Westen an Puncak Jaya.  Administrativ unterteilt sich Tolikara in 46 Distrikte (Distrik) mit 545 Dörfern, davon 541 Kampung und 4 Kelurahan.

## Einwohner
2020 lebten in Tolikara 250.742 Menschen. Die Bevölkerungsdichte beträgt 45 Personen pro Quadratkilometer. Fast alle Einwohner sind Christen, hauptsächlich Protestanten. Daneben gibt es eine kleine Minderheit von Muslimen.